# Who Wants to Be a Millionaire?
Who Wants to Be a Millionaire? (с англ. — «Кто хочет стать миллионером?»), также известный как Millionare — международный формат телевизионной викторины, основанный на идее одноимённого телешоу британского телеканала ITV, созданной Дэвидом Бриггзом, Майком Уайтхиллом и Стивеном Найтом. Лицензия на игру принадлежит Sony Pictures Television. Россия — вторая страна, которая выпустила эту телеигру. В игре участник может выиграть крупный денежный приз, верно отвечая на вопросы с выбором вариантов ответов: чем больше приз, тем выше сложность вопроса. В большинстве случаев максимальный приз — 1 млн денежных единиц той страны, где выходит шоу.

Заставка русской версии Кто хочет стать миллионером (январь 2014 — июнь 2022)

Оригинальная британская версия вышла впервые 4 сентября 1998 года на ITV: бессменным ведущим шоу был Крист Таррант вплоть до последнего выпуска 11 февраля 2014 года. 5 мая 2018 года возобновился показ шоу на британском телеканале ITV, в связи с празднованием 20-летия со дня первого выхода оригинальной версии «Миллионера» в эфир. Вместо Криса Таррента, новым ведущим телеигры стал известный во всём мире британский журналист, телеведущий и шоумен Джереми Кларксон. Всего игра была локализована более чем в 160 странах мира. Уникальностью игры является то, что за один раз выступает только один участник, и здесь ставка делается не на скорость ответов, а на вдумчивость игрока. В большинстве случаев игрок не ограничен по времени при выборе ответа на вопрос: до того, как он дал окончательный ответ, он может забрать выигранные к тому моменту деньги, если сомневается в выборе ответа.

## Игра

### Правила игры
Из ограниченного числа участников, прошедших отбор на шоу, необходимо выбрать того, кто примет участие в самой игре. Предварительно участники играют отборочный тур, который в британской версии называется «Fastest Finger First» (с англ. — «Сначала самый быстрый палец»), а в американской — «Fastest Finger» (с англ. — «Самый быстрый палец»). Им задаётся вопрос с четырьмя ответами, и эти ответы необходимо расставить в правильном порядке. В первых выпусках британской версии и выпусках австралийской версии до 2003 года участники должны были дать правильный ответ на вопрос с четырьмя вариантами ответов. Когда все участники давали ответы, ведущий оглашал правильный ответ. Тот кандидат, кто справлялся с заданием быстрее всех и правильно, имел право выступить в самой игре (остальные ждали своей очереди в рамках эфирного времени). Если же сразу несколько участников справлялись за одинаковое время, то разыгрывался ещё один вопрос между ними по тем же правилам. Если никто не давал верного ответа на вопрос, то ведущий задавал новый вопрос по тем же правилам.
Участнику игры задаются вопросы по возрастающей сложности с возрастающим выигрышем. На каждый вопрос даются четыре варианта ответа A, B, C и D, из которых только один является правильным. На первых четырёх или пяти вопросах вариант D является неверным и зачастую шуточным, чтобы повеселить зрителей и участника. За каждый правильный ответ участник получает определённую сумму денег. В большинстве случаев время на обдумывание не ограничено, и участник может не торопиться с ответом. Начиная с шестого вопроса ведущий будет периодически спрашивать игрока: «Это ваш окончательный ответ?», чтобы убедиться, что можно принять предложенный вариант ответа. Как только игрок подтвердит это, ответ будет принят и не сможет быть изменён. Суммы на определённых участках денежного дерева игры возрастают в геометрической прогрессии. Типичный порядок сумм выигрышей по вопросам в британской версии: 100—200 — 300—500 — 1000 фунтов с первого по пятый, далее идут суммы в 2 тысячи — 4 тысячи — 8 тысяч — 16 тысяч — 32 тысячи фунтов с пятого по десятый, затем 64 тысячи — 125 тысяч — 250 тысяч — 500 тысяч — 1 миллион фунтов стерлингов.
Увидев вопрос, игрок тут же увидит четыре варианта ответов. Пока он не дал окончательный ответ, он может забрать выигранные деньги. Если он даст первый же неправильный ответ, то потеряет все деньги, кроме несгораемой суммы. Суммы в 1 тысячу на 5-м вопросе и 32 тысячи на 10-м вопросе — несгораемые, и если игрок заработает какую-то из этих сумм, то в случае неверного ответа сохранит её. Так, тысячу он сохранит при ошибке с 6-го по 10-й вопросы; 32 тысячи — при ошибке с 11-го по 15-й вопросы (на 6-м и 11-м вопросе он вообще ничем не рискует). Если же игрок ошибётся на вопросе с 1-го по 5-й, то уйдёт из игры ни с чем. Игра завершится для игрока, если он заберёт выигранные деньги, даст неверный ответ или сможет ответить верно на все вопросы.

### Форматы игры
В 2002 году в США ввели syndicated-версию, где упразднили отборочный тур и сократили общую длительность выпуска до 30 минут. Участник занимал кресло игрока сразу же после ухода предыдущего игрока: отныне отборы участников проводились на аудировании и усложнялись. Для выпусков так называемого «Супермиллионера» отборочный тур вернули и главный приз увеличили в размере до 10 миллионов долларов. Также отборочный тур вернулся в 2009 году для игр 15-летия игры в США. Позднее в играх, которые производились в Австралии, Италии, Турции, Великобритании, России, Нидерландах и Франции, был отменён также отборочный тур сначала только для знаменитостей, а потом и для других участников.
В 2007 году британская версия претерпела изменение и сократила число вопросов с 15 до 12. За правильные ответы давались следующие суммы в фунтах стерлингов: 500—1000 — 2000 на вопросы с 1-го по 3-й, 5 тысяч — 10 тысяч — 20 тысяч с 4-го по 6-й, 50 тысяч — 75 тысяч — 150 тысяч с 7-го по 9-й, 250 тысяч — 500 тысяч — 1 миллион с 10-го по 12-й. Несгораемыми суммами стали 1 тысяча и 50 тысяч фунтов стерлингов соответственно. Первый такой выпуск был сыгран 18 августа 2007 года. Этот формат был продемонстрирован в версиях для арабских стран, а также в Болгарии, Нидерландах, Франции, Польши, Испании и Турции.
В 2007 году в Германии ввели новый формат, и игроку предлагалось сыграть не только в классическую версию, но и в «рискованную версию». В рискованной версии оставалась только несгораемая сумма за 5-й вопрос, но в обмен на это участник получал четвёртую подсказку — помощь одного зрителя из студии. Подобную версию испытали в Австрии, Чехии, Венгрии, Филиппинах, Польше, России, Швейцарии и Венесуэле.
В 2008 году в США ввели новое правило — ограничение по времени на ответ на каждый вопрос. На первые пять вопросов ограничение по времени составляло 15 секунд, на вопросы с 6-го по 10-й — 30 секунд, а на вопросы с 11-го по 14-й — 45 секунд. Если игрок доходил до последнего вопроса, то всё неиспользованное время на предыдущих вопросах можно было использовать на последнем вопросе на 1 миллион долларов США. Таймер начинал работать после зачитывания всего вопроса и останавливался только при использовании подсказок. Не успеть по времени было равноценно дать неправильный ответ, поэтому не успевшие дать верный ответ уходили только с теми деньгами, которые были выиграны. С 3 августа 2010 года таймер был представлен в британской версии, с 11 октября 2010 года — в индийской.
В ноябре 2008 года в Норвегии придумали новый формат игры «Hot Seat». По очереди шесть игроков занимали место в кресле, борясь за главный приз, который мог достаться только одному. Игрок не мог забрать выигранные деньги. Тот, кто не знал ответа на вопрос, мог сказать «пас» и предоставить право ответа другому игроку, а заменивший его обязан был ответить на вопрос (воспользоваться «пасом» каждому можно было один раз за игру). Действовал лимит по времени: 15 секунд первые пять вопросов, 30 секунд следующие пять и 45 секунд последние пять вопросов. Забрать выигранные деньги в этой игре было невозможно. Если игрок не укладывался по времени или давал неправильный ответ, то он выбывал из игры и не получал ничего. При неправильном ответе главный приз снижался на один уровень. Игра завершалась после выбывания всех игроков или после того, как кто-то отвечал верно на последний вопрос — в последнем случае доставался действовавший главный приз, но 1 миллион можно было выиграть только при правильных ответах всех игроков. Если последний оставшийся участник отвечал неверно на вопрос, то он получал только несгораемую сумму за пятый вопрос, если она уже была выиграна. Формат был представлен в Италии, Венгрии, Вьетнаме, Индонезии, Австралии, Чили, Испании и на Украине). В 2017 году в Австралии в этой версии включили отборочный тур с правом победителя выбрать одну из подсказок.
13 сентября 2010 года в США представили «shuffle-формат»: в первом раунде задавались 10 вопросов на разные денежные суммы, которые определялись случайным образом в начале игры. Участнику показывался изначальный порядок всех 10 вопросов по сложности, а затем он перемешивались. Это означало, что теперь выигрыш и сложность не были связаны. Стоимость каждого вопроса игрок узнавал только после верного ответа или пропуска вопроса. В этом формате стоимость каждого вопроса добавлялась в банк игрока: максимальная сумма банка составляла 68600 долларов США. Участник, прошедший этот раунд, мог покинуть игру с текущей суммой или продолжить с сокращённым в два раза банком (то есть максимальным банком в таком случае становились 34300 долларов США). Те, кто давали неправильный ответ, выбывали из первого раунда и получали 1000 долларов. Во втором раунде задавались четыре вопроса разных сумм, за правильные ответы выигрыш начислялся по старым правилам. Игрок мог уйти со своим банком в любой момент. В случае неправильного ответа игрок получал выигрыш только в размере 25 тысяч долларов. Этот формат был заменён версией с 14 вопросами, которая игралась по стандартным правилам.

### Подсказки
Участникам можно пользоваться подсказками для прохождения сложных вопросов. Подсказку каждый участник может использовать только один раз за игру. После использования подсказки участник может ответить на вопрос, взять ещё одну подсказку (если она осталась) или забрать выигранные деньги. Подсказки отсутствуют в формате Hot Seat. Оригинальные три подсказки — «50:50», «Звонок другу» и «Помощь зала».
- Подсказка «50:50» оставляет игроку всего два варианта ответа.
- «Звонок другу» (англ. Phone A Friend) позволяет игроку позвонить одному из выбранных заранее друзей по телефонному номеру, и в течение 30 секунд друг должен выслушать вопрос и дать вариант ответа. Если шоу транслируется в прямом эфире, друзья обязательно получают уведомление о том, что участник начал игру, и обязуются не занимать телефонную линию и брать трубку только после трёх звонков[10]. Подсказку убрали в американской версии 11 января 2010 года: статистика показала, что всё чаще и чаще друзья, пока шёл отсчёт 30 секунд, пользовались поисковыми системами и Интернетом для нахождения верного ответа, а создатели игры назвали это несправедливым по отношению к тем, у кого не было доступа в Интернет на момент звонка и кто мог пользоваться только собственными знаниями[11].
- «Помощь зала» заключается в том, что у каждого зрителя есть пульт для голосования с четырьмя кнопками, соответствующими вариантам ответа. Зритель выбирает верный на его взгляд ответ и нажимает на пульте соответствующую кнопку. Результаты голосования отображаются в процентах. Если игрок использовал сначала подсказку 50:50, а затем взял помощь зала, то в любом случае указываются результаты голосования даже за убранные компьютером ответы.

С 2004 по 2008 годы в США была ещё одна подсказка «Заменить вопрос» (англ. Switch The Question), которую игрок получал после ответа на 10-й вопрос. Компьютер заменял текущий вопрос на другой с той же стоимостью. Подсказки при этом не восстанавливались. В 2014 году в серии выпусков с участием детей эту подсказку вернули, но ею можно было пользоваться уже до 10 вопроса включительно. В американской версии «Super Millionaire» также ввели ещё две подсказки. Первой стал «Двойной ответ» (англ. Double Dip) — право дать второй вариант ответа, если первый вариант окажется неверным, и временно обезопасить себя от вылета из игры (в российской версии — «Право на ошибку»); при использовании этой подсказки игрок обязался ответить на вопрос. Второй стали «Три мудреца» (англ. Three Wise Men) — помощь трёх людей из секретной комнаты, которых отбирают продюсеры программы (в число участников обязательно входит хотя бы одна женщина и хотя бы один победитель прошлых лет) и которые в течение 30 секунд могли общаться с игроком. С момента введения таймера подсказку «50:50» убрали, заменив «Двойным ответом». Также затем ввели подсказку «Помощь эксперта» (англ. Ask the Expert), которая отличалась от «Трёх мудрецов» тем, что выступал только один человек (знаменитость или участник прошлых лет), но тоже мог говорить только в течение 30 секунд. Подсказка была доступна, начиная с 5-го вопроса, а затем была перенесена в самое начало после того, как окончательно убрали «Звонок другу». В 2001 году в гонконгской версии игры в одном специальном выпуске предложили подобную подсказку вместо звонка другу.
Некоторые компании являются спонсорами подсказок: в США с момента выхода телеигры на ABC спонсором звонков была компания AT&T Corporation, с 2009 года эту функцию в эпизодах прайм-тайм выполняет AT&T. С 2004 по 2006 годы спонсором подсказки зала был интернет-провайдер AOL, который позволял пользователям AOL Instant Messenger также участвовать в голосовании телезрителей: если они добавляли контакт MillionaireIM в список контактов, то могли получить мгновенное сообщение с вопросом и четырьмя вариантами ответов, а затем дать один из ответов. Помощь экспертов спонсировал Skype, обеспечивавший живое общение.
В немецкой версии игры в «рисковом формате» добавлялась ещё одна подсказка под названием «Помощь зрителя». Ведущий зачитывал повторно вопрос и просил встать тех зрителей, которые думают, что знают ответ на вопрос. Игрок выбирал одного из зрителей и только потом с ним обсуждал вопрос, имея право выбрать ответ зрителя или нет. Если данный зрителем ответ оказывался верным, то ответивший получал вознаграждение в размере 500 евро. В версии программы для Коста-Рики эту подсказку можно было использовать только после 5-го вопроса. В США, начиная с 13-го сезона, используется похожая подсказка «Плюс один» (англ. Plus One): игрок может обсудить один вопрос со своим болельщиком.
В США в «shuffle-формате» ввели ещё одну подсказку «Пропустить вопрос» (англ. Jump the Question), которую можно было использовать дважды за игру в сезонах с 9-го по 12-й. Игрок мог пропустить текущий вопрос и перейти к следующему, но не получал сумму, которая причиталась за правильный ответ: так, при банке в 68100 долларов игрок, пропускавший вопрос на 100 тысяч долларов, переходил к вопросу на 250 тысяч долларов, но его текущий банк оставался прежним. Использовать эту подсказку на вопросе на 1 миллион долларов было нельзя. Со введением подсказки «Плюс один» можно было пропустить только один вопрос. В выпусках с 29 октября по 2 ноября 2012 года вводилась специальная подсказка «Хрустальный шар» (англ. Crystal Ball), при помощи которой игрок мог узнать цену одного вопроса в первом раунде перед тем, как дать ответ. Пропуск вопросов исключили после завершения 13-го syndicated-сезона.
В 2018 году была возрождена оригинальная британская версия телешоу с новым ведущим Джереми Кларксоном. Так же кардинальным изменениям подверглись декорации и правила. В частности, была добавлена совершенно новая подсказка, которая называется «Помощь ведущего» (англ. Ask the Host). В случае использования этой подсказки ведущий может дать свой вариант ответа, однако важно отметить — ведущий может и не знать правильного ответа на вопрос. Так же, игрок теперь в праве выбрать свою вторую несгораемую сумму, дойдя до какого-либо вопроса, но только с шестого по четырнадцатый. По классике, первая несгораемая сумма осталась на своём уровне. Вскоре, подобным изменениям подверглись многие версии в разных странах, к примеру, Италия, США и Россия (с 2023).

### Победители шоу
Считанные единицы добивались успеха в этой телеигре. Первым за всю историю игры в мире победителем стал Джон Карпентер, сделавший это 19 ноября 1999 года в США. Он сохранил все подсказки до последнего вопроса, а на последнем позвонил отцу и сказал, что сейчас выиграет миллион. В Великобритании первой победительницей игры стала Джудит Кеппел, а в США первый джекпот, разыгранный по накопительной системе, выиграл Кевин Олмстид (2,18 млн долларов США). В России первым победителем игры стал Игорь Сазеев, а в Индии это удалось Сушилу Кумару, которого прозвали на западе «Миллионер из трущоб». Больше всего победителей — в Японии (38 человек, в том числе и дети). На текущий момент последний победитель национальной версии — Берк Гёкташ (Турция) - он выиграл 5 000 000 турецких лир 24 марта 2024 года. В России последний раз главный приз выиграли 2 декабря 2017 года Юлианна Караулова (нынешняя ведущая русской версии) и Тимур Соловьёв.
В Австралии Мартин Флад, выигравший 1 миллион долларов, попал под подозрение после слухов о том, что кое-кто кашлял в студии во время зачитывания вопроса и варианта ответов (за подобный «трюк» британец Чарльз Ингрэм, выигравший 1 миллион фунтов стерлингов, был лишён выигрыша и осуждён за мошенничество). Однако Флада признали невиновным, а выплату выигрыша — законной.

## Международные версии

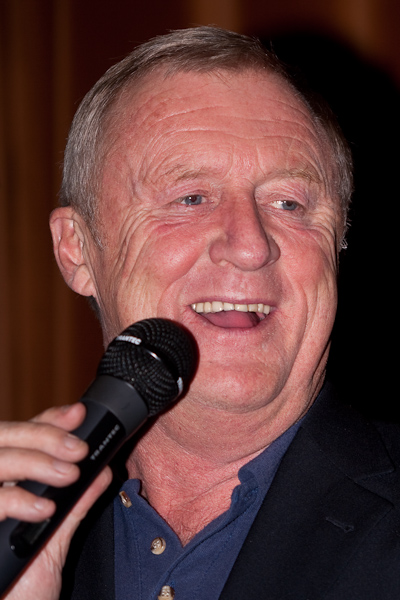
Крис Таррант, бывший ведущий британской версии (1998—2014)

### Россия
1 октября 1999 года на НТВ стартовала русскоязычная версия игрового шоу под названием «О, счастливчик!». Эта версия просуществовала до финального выпуска 28 января 2001 года, после чего через несколько недель она была перезапущена под названием «Кто хочет стать миллионером?» на Первом канале. Ведущими перезапущенной версии были Максим Галкин до 2008 года, Дмитрий Дибров до 2022 года, с 2023 года программу ведёт Юлианна Караулова.

## Права на франшизу
В марте 2006 года оригинальный производитель программы Celador объявил, что он собирается выставить на аукцион свои права на игру. Победитель аукциона получал мировые права на телепрограмму, доход от прибыли от сопутствующих настольных и компьютерных игр, мобильной версии викторины, а также библиотеку из более чем 400 шоу, показанных на ITV. Это был первый в истории крупный телевизионный формат, который был выставлен на продажу таким образом. В итоге права на франшизу были приобретены нидерландской компанией 2waytraffic, однако два года спустя Sony Pictures Entertainment выкупила их за 137,5 миллионов фунтов стерлингов. Формат шоу в настоящее время принадлежит и лицензируется Sony Pictures Television, однако американская версия распространяется не компанией Sony, а дочерней компанией The Walt Disney Company, занимающейся продажей и распространением контента на дому, — Disney-ABC Domestic Television.
Идея превратить британскую программу в глобальную франшизу была выдвинута британским телевизионным продюсером Полом Смитом. Он изложил ряд правил, которым должны были следовать локальные версии во франшизе: например, все ведущие должны были появляться на экране в костюмах Armani, как это делал ведущий оригинальной версии Крис Таррант в Великобритании; продюсерам было запрещено нанимать местных композиторов для создания оригинальной музыки, вместо этого должны были использоваться те же музыкальные реплики, которые использовались британской версией; система освещения и графика должны были строго соответствовать оригинальным.

## Реакция
Игра «Who Wants to Be a Millionaire?» была принята восторженно и стала образцом для создания новых телешоу, подвергнув пересмотру систему оформления передач благодаря уникальному расположению прожекторов, использованию музыки драматичного характера на трудных вопросах и футуристическому оформлению всей студии. Игра считается одной из самых популярных в истории телевидения.

### Награды
В 2000 году Британский институт кино включил британскую версию игры в рейтинг 100 лучших передач в истории британского телевидения (игра заняла 23-е место). Годом ранее программа была удостоена премии British Academy Television Awards как лучшая развлекательная программа, а с 2002 по 2005 годы получала National Television Awards как лучшая телевикторина.
Американская версия награждена двумя премиями «Эмми» в номинации «Лучшая дневная телеигра» в 2000 и 2001 годах. Ведущий Реджис Филбин был удостоен в 2001 году премии «Лучший ведущий телеигры», эту же награду в 2005 и 2009 году получила Мередит Виейра, став второй женщиной — лауреатом «Эмми» как телеведущей и первой обладательницей как минимум двух таких премий. В 2001 году TV Guide включил американскую версию в список 50 величайших телевикторин (7-е место), а в 2013 году при составлении нового списка из 60 лучших телеигр поднял на 6-е место. В августе 2006 года GSN отметил американскую версию под номером 5 в рейтинге 50 лучших телеигр, а в январе 2007 года включил в «Зал славы телеигр».

### Скандалы и смешные случаи
В апреле 2003 года майор вооружённых сил Великобритании Чарльз Ингрэм, его супруга Дайана и преподаватель колледжа Теквен Уитток попали на скамью подсудимых по обвинению в мошенничестве: Ингрэм обманом выиграл 1 миллион фунтов стерлингов в британской версии телеигры, которую сняли в сентябре 2001 года. Обвинение утверждало, что Уитток, когда ведущий зачитывал вопрос, кашлял определённое количество раз, подсказывая, который по счёту ответ Ингрэм должен выбрать. При просмотре видеозаписи авторы игры заметили, что Ингрэм реагировал на кашель Уиттока. Сам преподаватель утверждал, что у него аллергия и он не мог сдержать кашель. Однако все трое получили тюремные сроки, а выигрыш был аннулирован. ITV выпустила документальный фильм, посвящённый скандальному эпизоду, а компания по производству лекарств от кашля Benylin в качестве шутки стала показывать свои рекламные ролики во время рекламных пауз в передаче.
Помимо скандальных выигрышей, игра стала поводом для множества забавных и нелепых историй, когда игроки ошибались на простейших вопросах и порой даже не доходили до первой несгораемой суммы. В 2006 году кадр с эфира британской телеигры на сайте UKGameshows.com послужил своеобразной «иллюстрацией» к некоей истории: изображённая на фото участница, отвечая на первый вопрос, использовала все три подсказки и всё равно ответила неверно — «новость» об этом была опубликована на сайте сатирического интернет-издания BS News. На фотографии была изображена участница британской версии Фиона Уиллер, но на самом деле она выиграла 32 тысячи фунтов стерлингов — кадр с изображением Фионы был взят с 10-го вопроса телеигры. Предполагается, что основой для этой истории послужил факт из французской версии: в одном из выпусков участник ответил неправильно на вопрос стоимостью 3 тысячи евро «Какое небесное тело вращается вокруг Земли?», выбрав вариант «Солнце», а не «Луна» (большинство зрителей также ответили неправильно), хотя он подумывал взять ещё и подсказку «50:50». В США случаи, когда участники неправильно отвечали на один из первых пяти вопросов и уходили ни с чем, также имели место.